# Ernst Lehner
Ernst Lehner (7 novembre 1912 à Augsbourg - 10 janvier 1986 à Aschaffenbourg) est un footballeur puis entraîneur allemand. Troisième de la Coupe du monde en 1934 avec l'Allemagne (3 matchs, 2 buts), il a aussi participé aux JO en 1936 (1 match) et à la Coupe du monde en 1938 (2 matchs).

## Biographie
Ernst Lehner a joué avant centre dans trois clubs, le TSV Schwaben Augsburg qui deviendra en 1969 le FC Augsburg, le SV Blau-Weiß Berlin et le Viktoria Aschaffenburg. Ce dernier club lui offre le travail que le club de sa ville d’origine ne pouvait lui offrir. Comme l’Allemagne se refusait au football professionnel, les joueurs devaient avoir un métier. Après guerre, Lehner est donc engagé au bureau des sports de la ville d’Aschaffenbourg.
Ernst Lehner est sélectionné à 65 reprises en équipe d'Allemagne de football entre 1933 et 1942. Il marque 31 buts sous les couleurs de son pays. Il est même surnommé le « Vorkriegsbomber der Nation », soit le « bombardier d’avant guerre de la nation ». Il est en effet le meilleur buteur de l’équipe d’Allemagne entre octobre 1936 et décembre 1941. Le 14 avril 1940 il bat le record de Richard Hofmann en marquant son 25e but avec l’équipe allemande. Il garde ce record jusqu’au 16 novembre 1955 quand Fritz Walter marque son 32e lors d’un match contre la Suède.
La plus grande réussite de Lehner est une troisième place avec l'équipe d'Allemagne lors de la Coupe du monde de football 1934.
Une fois sa carrière de footballeur terminée, Lehner s'est reconverti dans le rôle d'entraîneur. Il dirige ainsi l'équipe de SV Darmstadt 98 de 1961 à 1966.

## Clubs
- 1929-1940 :   TSVS Augsburg
- 1940-1943 :  SV Blau-Weiß Berlin
- 1943-1947 :   TSVS Augsburg
- 1947-1951 :  Viktoria Aschaffenburg

## En équipe nationale
Carrière d'Ernst Lehner avec l'équipe d'Allemagne :
| #  | Date              | Compétition                             | Lieu                  | Adversaire        | Score | But(s) |
| -- | ----------------- | --------------------------------------- | --------------------- | ----------------- | ----- | ------ |
| 1  | 19 novembre 1933  | Amical                                  | Zurich (Suisse)       | Suisse            | 0-2   | 0      |
| 2  | 3 décembre 1933   | Amical                                  | Berlin                | Pologne           | 1-0   | 0      |
| 3  | 14 janvier 1934   | Amical                                  | Francfort-sur-le-Main | Hongrie           | 3-1   | 0      |
| 4  | 27 mai 1934       | Coupe du monde                          | Florence (Italie)     | Belgique          | 5-2   | 0      |
| 5  | 31 mai 1934       | Coupe du monde                          | Milan (Italie)        | Suède             | 2-1   | 0      |
| 6  | 3 juin 1934       | Coupe du monde                          | Rome (Italie)         | Tchécoslovaquie   | 1-3   | 0      |
| 7  | 7 juin 1934       | Coupe du monde                          | Naples (Italie)       | Autriche          | 3-2   | 2      |
| 8  | 9 septembre 1934  | Amical                                  | Varsovie (Pologne)    | Pologne           | 2-5   | 2      |
| 9  | 7 octobre 1934    | Amical                                  | Copenhague (Danemark) | Danemark          | 2-5   | 0      |
| 10 | 27 janvier 1935   | Amical                                  | Stuttgart             | Suisse            | 4-0   | 1      |
| 11 | 17 février 1935   | Amical                                  | Amsterdam (Pays-Bas)  | Pays-Bas          | 2-3   | 0      |
| 12 | 17 mars 1935      | Amical                                  | Paris (France)        | France            | 1-3   | 1      |
| 13 | 28 avril 1935     | Amical                                  | Bruxelles (Belgique)  | Belgique          | 1-6   | 0      |
| 14 | 8 mai 1935        | Amical                                  | Dortmund              | Irlande           | 3-1   | 1      |
| 15 | 12 mai 1935       | Amical                                  | Cologne               | Espagne           | 1-2   | 0      |
| 16 | 26 mai 1935       | Amical                                  | Dresde                | Tchécoslovaquie   | 2-1   | 0      |
| 17 | 27 juin 1935      | Amical                                  | Oslo (Norvège)        | Norvège           | 1-1   | 0      |
| 18 | 30 juin 1935      | Amical                                  | Stockholm (Suède)     | Suède             | 1-3   | 0      |
| 19 | 18 août 1935      | Amical                                  | Munich                | Finlande          | 6-0   | 3      |
| 20 | 15 septembre 1935 | Amical                                  | Breslau               | Pologne           | 1-0   | 0      |
| 21 | 20 octobre 1935   | Amical                                  | Leipzig               | Bulgarie          | 4-2   | 1      |
| 22 | 4 décembre 1935   | Amical                                  | Londres (Angleterre)  | Angleterre        | 3-0   | 0      |
| 23 | 23 février 1936   | Amical                                  | Barcelone (Espagne)   | Espagne           | 1-2   | 0      |
| 24 | 27 février 1936   | Amical                                  | Lisbonne (Portugal)   | Portugal          | 1-3   | 1      |
| 25 | 7 août 1936       | Jeux olympiques                         | Berlin                | Norvège           | 0-2   | 0      |
| 26 | 17 octobre 1936   | Amical                                  | Dublin (Irlande)      | Irlande           | 5-2   | 0      |
| 27 | 31 janvier 1937   | Amical                                  | Düsseldorf            | Pays-Bas          | 2-2   | 2      |
| 28 | 21 mars 1937      | Amical                                  | Stuttgart             | France            | 4-0   | 1      |
| 29 | 25 avril 1937     | Amical                                  | Hanovre               | Belgique          | 1-0   | 0      |
| 30 | 2 mai 1937        | Amical                                  | Zurich (Suisse)       | Suisse            | 0-1   | 0      |
| 31 | 16 mai 1937       | Amical                                  | Breslau               | Danemark          | 8-0   | 1      |
| 32 | 29 juin 1937      | Qualifications à la Coupe du monde 1938 | Helsinki (Finlande)   | Finlande          | 0-2   | 1      |
| 33 | 29 août 1937      | Qualifications à la Coupe du monde 1938 | Königsberg            | Estonie           | 4-1   | 2      |
| 34 | 24 octobre 1937   | Amical                                  | Berlin                | Norvège           | 3-0   | 0      |
| 35 | 21 novembre 1937  | Qualifications à la Coupe du monde 1938 | Hambourg              | Suède             | 5-0   | 0      |
| 36 | 6 février 1938    | Amical                                  | Cologne               | Suisse            | 1-1   | 0      |
| 37 | 20 mars 1938      | Amical                                  | Nuremberg             | Hongrie           | 1-1   | 0      |
| 38 | 24 avril 1938     | Amical                                  | Francfort-sur-le-Main | Portugal          | 1-1   | 0      |
| 39 | 14 mai 1938       | Amical                                  | Berlin                | Angleterre        | 3-6   | 0      |
| 40 | 4 juin 1938       | Coupe du monde                          | Paris (France)        | Suisse            | 1-1   | 0      |
| 41 | 9 juin 1938       | Coupe du monde                          | Paris (France)        | Suisse            | 2-4   | 0      |
| 42 | 29 janvier 1939   | Amical                                  | Bruxelles (Belgique)  | Belgique          | 4-1   | 1      |
| 43 | 26 mars 1939      | Amical                                  | Florence (Italie)     | Italie            | 3-2   | 0      |
| 44 | 23 mai 1939       | Amical                                  | Brême                 | Irlande           | 1-1   | 0      |
| 45 | 22 juin 1939      | Amical                                  | Oslo (Norvège)        | Norvège           | 0-4   | 0      |
| 46 | 29 juin 1939      | Amical                                  | Tallinn (Estonie)     | Estonie           | 0-2   | 1      |
| 47 | 24 septembre 1939 | Amical                                  | Budapest (Hongrie)    | Hongrie           | 5-1   | 1      |
| 48 | 15 octobre 1939   | Amical                                  | Zagreb (Yougoslavie)  | Yougoslavie       | 1-5   | 0      |
| 49 | 22 octobre 1939   | Amical                                  | Sofia (Bulgarie)      | Bulgarie          | 1-2   | 0      |
| 50 | 12 novembre 1939  | Amical                                  | Breslau               | Bohême et Moravie | 4-4   | 0      |
| 51 | 26 novembre 1939  | Amical                                  | Berlin                | Italie            | 5-2   | 1      |
| 52 | 3 décembre 1939   | Amical                                  | Chemnitz              | Slovaquie         | 3-1   | 1      |
| 53 | 7 avril 1940      | Amical                                  | Berlin                | Hongrie           | 2-2   | 0      |
| 54 | 14 avril 1940     | Amical                                  | Vienne (Autriche)     | Yougoslavie       | 1-2   | 1      |
| 55 | 5 mai 1940        | Amical                                  | Milan (Italie)        | Italie            | 3-2   | 0      |
| 56 | 6 octobre 1940    | Amical                                  | Budapest (Hongrie)    | Hongrie           | 2-2   | 1      |
| 57 | 20 octobre 1940   | Amical                                  | Munich                | Bulgarie          | 7-3   | 1      |
| 58 | 3 novembre 1940   | Amical                                  | Zagreb (Yougoslavie)  | Yougoslavie       | 2-0   | 0      |
| 59 | 17 novembre 1940  | Amical                                  | Hambourg              | Danemark          | 1-0   | 0      |
| 60 | 1er juin 1941     | Amical                                  | Bucarest (Roumanie)   | Roumanie          | 1-4   | 0      |
| 61 | 15 juin 1941      | Amical                                  | Vienne (Autriche)     | Croatie           | 5-1   | 2      |
| 62 | 5 octobre 1941    | Amical                                  | Stockholm (Suède)     | Suède             | 4-2   | 1      |
| 63 | 20 septembre 1942 | Amical                                  | Berlin                | Suède             | 2-3   | 1      |
| 64 | 18 octobre 1942   | Amical                                  | Berne (Suisse)        | Suisse            | 3-5   | 0      |
| 65 | 1er novembre 1942 | Amical                                  | Stuttgart             | Croatie           | 5-1   | 0      |